# Blackbox
Blackbox — простой и минималистичный менеджер окон X Window System. Он ориентирован на пользователей, предпочитающих быстрое и простое графическое окружение. За компактность и скорость работы приходится платить отсутствием многих полезных функций, которые, однако, можно надстраивать к Blackbox. Также, по умолчанию настройка Blackbox может выполняться только в текстовых редакторах посредством изменения текстовых файлов конфигурации.
Blackbox не поддерживает запуск приложений с помощью иконок (хотя, это можно исправить при помощи idesk). Обычно приложения запускают, выбирая их из меню, которое всплывает при щелчке мышью на рабочем столе.
Стандартный рабочий стол Blackbox не содержит ничего, кроме небольшой панели с названием рабочего стола (их может быть несколько), часов и списка запущенных приложений.

## Родственные менеджеры
Существует несколько менеджеров окон, родственных Blackbox:
- Fluxbox
- Openbox (до версии 3)